# El príncipe de la ciudad
El príncipe de la ciudad es una película de thriller estadounidense, dirigida por Sidney Lumet, estrenada en 1981 y basada en la novela de Robert Daley Prince of the City: The True Story of a Cop Who Knew Too Much (El príncipe de la ciudad: la verdadera historia de un policía que sabía demasiado). 
La película tuvo una acogida tibia. Con el tiempo se ha ganado una gran reputación. Su descripción sombría de Nueva York y sus sorprendentes interiores ha hecho que se la comparase a un documental oscuro. 

## Argumento

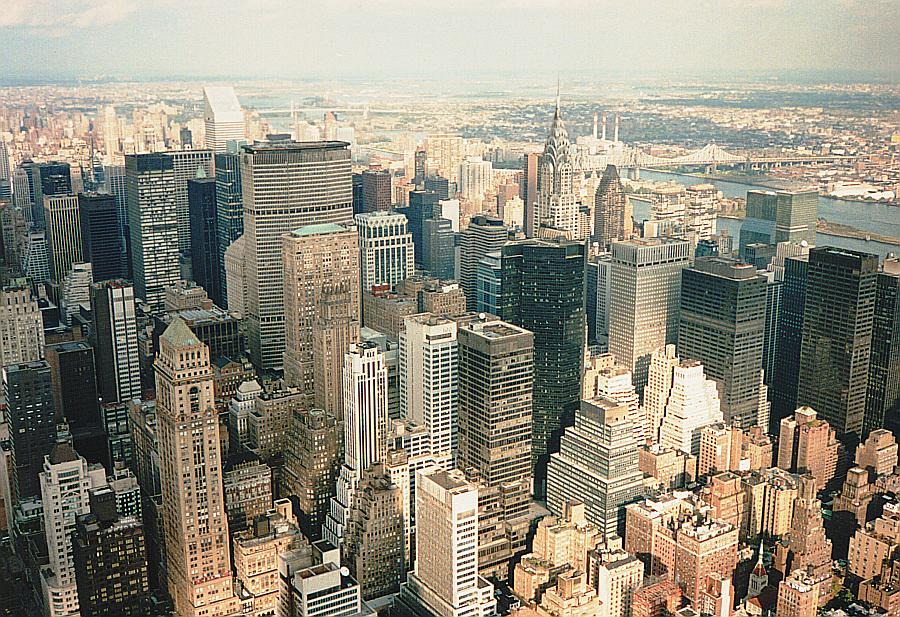
Nueva York, ciudad donde se desarrolla la trama.

Un detective de narcóticos de la ciudad de Nueva York de malas ganas se compromete a cooperar con una comisión especial que investiga la corrupción policial. Sin embargo, pronto descubre que él está por encima de su cabeza, y que de nadie se puede confiar.

## Reparto
- Treat Williams	 ...	Daniel Ciello
- Jerry Orbach	 ...	Gus Levy
- Richard Foronjy	 ...	Joe Marinaro
- Don Billett	 ...	Bill Mayo
- Kenny Marino	 ...	Dom Bando
- Carmine Caridi	 ...	Gino Mascone
- Tony Page	 ...	Raf Álvarez
- Norman Parker	 ...	Rick Cappalino
- Paul Roebling	 ...	Brooks Paige
- Bob Balaban	 ...	Santimassino
- James Tolkan	 ...	Fiscal de distrito Polito
- Steve Inwood	 ...	Mario Vincente
- Lindsay Crouse	 ...	Carla Ciello
- Matthew Laurance	 ...	Ronnie Ciello
- Tony Turco	 ...	Socks Ciello
- Ronald Maccone	 ...	Nick Napoli (acreditado como Ron Maccone)
- Ron Karabatsos	 ...	Dave DeBennedeto
- Tony DiBenedetto	 ...	Carl Alagretti
- Tony Munafo	 ...	Rocky Gazzo
- Robert Christian	 ...	The King
- Lee Richardson	 ...	Sam Heinsdorff
- Lane Smith	 ...	Tug Barnes
- Cosmo Allegretti	 ...	Marcel Sardino
- Bobby Alto	 ...	Mr. Kanter
- Michael Beckett	 ...	Michael Blomberg
- Burton Collins	 ...	Monty
- Henry Ferrentino	 ...	Older Virginia Guard
- Carmine Foresta	 ...	Ernie Fallacci
- Conard Fowkes	 ...	Elroy Pendleton
- Bruce Willis        ...    Breve aparición

## Premios
- 1981: Nominada al Oscar: Mejor guion adaptado

- Datos: Q1709419